# Hydrochus obscurus
Hydrochus obscurus är en skalbaggsart som beskrevs av Sharp 1882. Hydrochus obscurus ingår i släktet Hydrochus och familjen gyttjebaggar. Inga underarter finns listade i Catalogue of Life.